# Корсикански език
Корсикански език (самоназвание: corsu или lingua corsa) е романски език от подгрупата на италороманските езици. Той е тясно свързан с италианския език, особено с тосканския диалект. Употребява се на остров Корсика (Франция) и в северната част на остров Сардиния (Италия). Корсиканският дълго време е народен говор заедно с италианския, който е официален език на Корсика до 1859 г. След това италианският е изместен от френския, което се дължи на присвояването на острова от страна на Франция, която го завладява от Генуезката република през 1768 г. През следващите два века използването на френския нараства до такава степен, че до освобождението на Франция през 1945 г., всички островитяни имат работни познания по френски. XX век вижда масова езикова смяна, като островитяните сменят езиковите си практики така, че до 1960-те години не остават хора, говорещи едноезично корсикански. Към 1995 г. приблизително 65% от островитяните владеят до някаква степен корсикански, а малцинство от може би 10% използва корсиканския като майчин език.

## Класификация от субективен анализ
Един от основните източници на объркване в популярната класификация е разликата между диалект и език. Обикновено не е възможно да се установи какво има предвид даден автор с тези термини. Например може да се прочете, че корсиканският принадлежи на централно-южните италиански диалекти, заедно със стандартния италиански, неаполитански и други или че е „тясно свързан с тосканския диалект на италианския“. Една от характеристиките на италианския е запазването на инфинитивното окончание -re, както в латинското mittere, „изпращам“. Това инфинитивно окончание не присъства в корсиканския или тосканския.

## Корени
Корсиканският език е повлиян от езици на големите сили, имащи интерес в делата на Корсика. В началото са тези на средновековните италиански сили – Тоскана (828 – 1077), Пиза (1077 – 1282) и Генуа (1282 – 1768), а след това Франция (1768 – наши дни), която от 1789 г. насам разпространява официалния парижански френски. Терминът галисийски корсикански се отнася за корсиканския до около 1950 г. Терминът отдалечен корсикански се отнася за идеализирания корсикански, от който различни агенти са премахнали френски или други елементи.
През 40 г. местните жители на Корсика не говорят латински. Римският изгнаник Луций Аней Сенека докладва, че и бреговете и вътрешността на острова са заети от местни, чийто език той не разбира. Какъвто и език да се е говорил тогава, той е видим в топонимите или някои думи, като например в галуреския диалект, говорен в Сардиния. Подобна е ситуацията със сардинския и сицилианския. Окупацията на острова от вандалите около 469 г. отбелязва края на авторитетното влияние на латинския.

## Брой говорещи
Към януари 2007 г. оценката за населението на Корсика е 281 хиляди. От него само част говори корсикански. Използването на корсикански спада в полза на френския. През 1980 г. около 70% от населението на острова владее до някаква степен корсикански. Към 1990 г. населението е около 254 хиляди, като процентът говорещи корсикански е 50%, от тях едва 10% го говорят като първи език.
Според официално проучване, проведено от името на Collectivité territoriale de Corse през април 2013 г., в Корсика корсиканският език има брой говорещи, които наброяват между 86 000 и 130 200 души от население, наброяващо 309 693 души. Процентът на тези със солидни знания по езика варира между поне 25% във възрастовата група от 25 до 34 години и максимум от 65% за хората над 65 години. Почти четвърт от първата възрастова група не разбира корсикански, докато само малцина от старите хора не го разбират. Докато 32% от населението на Северна Корсика говори добре корсикански, тези проценти спадат до 22% за Южна Корсика. Освен това, 10% от населението на Корсика говори единствено френски, докато 62% говорят и френски и корсикански. Въпреки това, само 8% от корсиканците знаят как да пишат правилно на корсикански, докато 60% от населението не знае как да пише на корсикански. И докато 90% от населението подкрепя корсиканско-френски билингвизъм, 3% биха желали корсиканският да е единственият официален език на острова, а 7% предпочитат тази роля да изпълнява френският.
ЮНЕСКО класифицира корсиканския като „определено застрашен език“. Корсиканският език е ключов двигател на корсиканската култура, която е особено богата на поговорки и полифонични песни.

## Правителствена подкрепа
През 1991 г. Корсиканското събрание е натоварено със задачата да изготви план за незадължително изучаване на корсикански. Корсиканският университет „Паскал Паоли“ в Корте взима централната роля в планирането.
В началното училище корсиканският се изучава до определен брой часове на седмица и е свободноизбираем предмет в средното училище, но в Корсиканския университет е задължителен. Достъпен е при образованието за възрастни. Може да бъде говорен в съда или в хода на други правителствени дела, ако замесените служители го владеят. Културният съвет на Корсиканското събрание се застъпва за използването на езика, например върху публични знаци.

## Азбука и правопис
Корсиканският се пише на стандартна латиница, използвайки 21 букви за родни думи. Буквите j, k, w, x, и y се срещат единствено в чужди имена и френския. Диграфите и триграфите chj, ghj, sc и sg също са дефинирани като букви от азбуката в съвременната учебна форма и се срещат след съответно c, g и s.
Корсиканският е разглеждан исторически като диалект на италианския, подобно на регионалните романски езици в Италия, тъй като писмено често прилича на италиански (със подмяна на -u за крайно -o и членовете u и a за il/lo и la респективно). Все пак фонемите на съвременни говорни форми на корсиканския претърпяват сложни и понякога непостоянни феномени според фонологичния контекст, така че произношението на езика за чужденци, запознати с други романски езици, не е ясно.
Основна азбука за стандартен корсикански със съвременен правопис:
A a (À à), B b, C c, D d, E e (È è), F f, G g, H h, I i (Ì ì, Ï ï), J j, L l, M m, N n, O o (Ò ò), P p, Q q, R r, S s, T t, U u (Ù ù, Ü u), V v, Z z